# پیوتر ایلیچ چایکوفسکی
پیوتر ایلیچ چایکوفسکی (به روسی: Пётр Ильич Чайковский)
(به انگلیسی:Pyotr Ilyich Tchaikovsky) (زادهٔ ۷ مه ۱۸۴۰ در وتکینسک – درگذشته ۶ نوامبر ۱۸۹۳) از آهنگسازان سرشناس روسی بود.

## زندگی

### کودکی
پیوتر ایلیچ چایکوفسکی موسیقیدان و آهنگساز روسی، در ۷ مه سال ۱۸۴۰ در وتکینسک روسیه به دنیا آمد. وتکینسک از مراکز استخراج آهن روسیه بود و ایلیا پدر چایکوفسکی که مهندس معدن بود به عنوان بازرس کل معادن و صنایع در آن منطقه کار می‌کرد. مادرش الکساندرا پیانو می‌زد و صدای خوبی داشت. خانواده چایکوفسکی وضعیت مالی مناسبی داشتند، پیوتر خردسال عادت داشت که گاه‌وبیگاه پشت پیانو بنشیند و ضمن بازی، صدای آن را دربیاورد.
معلم و پرستار جوانی به نام فانی دورباش در خانه آن‌ها زندگی می‌کرد که تأثیر زیادی بر پیوتر گذاشت. به واسطه حضور او، پیوتر توانست زبان‌های فرانسوی و آلمانی را بیاموزد و با ادبیات جهان آشنا شود.
در فوریه ۱۸۴۸ پدر چایکوفسکی از شغل خود در وتکینسک استعفاء داد و در ماه اکتبر همان سال به اتفاق خانواده به مسکو نقل‌مکان کرد. اما به دلیل شیوع وبا و از دست رفتن شغلی که به ایلیا قولش را داده بودند، همگی به سن‌پترزبورگ رفتند. پیوتر که روحیه حساس و شکننده داشت و چندین مریضی را پشت سر گذاشته بود، تنها در زمانی که مشغول نواختن پیانو بود کمی تسکین پیدا می‌کرد.

### مدرسهٔ حقوق
علی‌رغم استعداد سرشار پیوتر در زمینه موسیقی، پدر و مادر چایکوفسکی تصمیم گرفتند که او را به مدرسه حقوق بفرستند. به همین خاطر او را در یک مدرسه شبانه‌روزی حقوق در سن پترزبورگ ثبت نام کردندو او تا نوزده سالگی درس حقوق خواند و پس از آن کارمند دولت شد. در آن زمان فرصتهای بسیار کمی برای تحصیل موسیقی در روسیه وجود داشت و وقتی این فرصت برای او دست یافت که او بیست و یک ساله بود که دیگر کم و بیش برای یادگیری موسیقی سخت است.

### هنرستانِ موسیقیِ سن پترزبورگ
او توانست وارد اولین دانشگاه موسیقی روسیه شود و در مکتب موسیقی آنتون روبنشتاین (A. Rubinestein) در کنسرواتور سن‌پترزبورگ به تحصیل بپردازد. پیشرفتش در موسیقی چنان برق‌آسا بود که پس از پایان دوره هنرستان، در هنرستان جدید مسکو استاد هارمونی شد و دوازده سال همین سمت را حفظ کرد. تعلیمات پیشرو موسیقی غربی که او در دوران هنرستان دید سبک او را از آهنگسازان هم‌عصر خودش در روسیه که موسوم به گروه پنج نفره بودند جدا نمود. چایکوفسکی اصول و قواعد موسیقی کلاسیک غربی و جریان موسیقی توصیفی را در روسیه ادامه داد و به ترویج و اعتلای این مکتب در مقابل شیوه موسیقی کوینتت پرداخت. او اگر چه قواعد سنتی موسیقی اروپا را اساس کارهای خود قرار داد ولی به موسیقی محلی و افسانه‌های روسی بی‌توجه نبود.
آثار متعددی از او از جمله چندین سمفونی، کنسرواتور، اپرا، باله و موسیقی مجلسی به جای مانده است. او اولین آهنگساز روس بود که تأثیری تاریخی و بین‌المللی در جهان داشت و با حضور خود به عنوان رهبر ارکستر مهمان در اروپا و آمریکا آن را تقویت کرد. یکی از این حضورها به مناسبت افتتاح تالار کارنگی در نیویورک در سال ۱۸۹۱ بود. او در سال ۱۸۸۴ مورد احترام و تشویق امپراتور الکساندر سوم قرار گرفت و در پایان دهه ۸۰ به دریافت جایزه حقوق مادام‌العمر نایل شد.

### مرگ

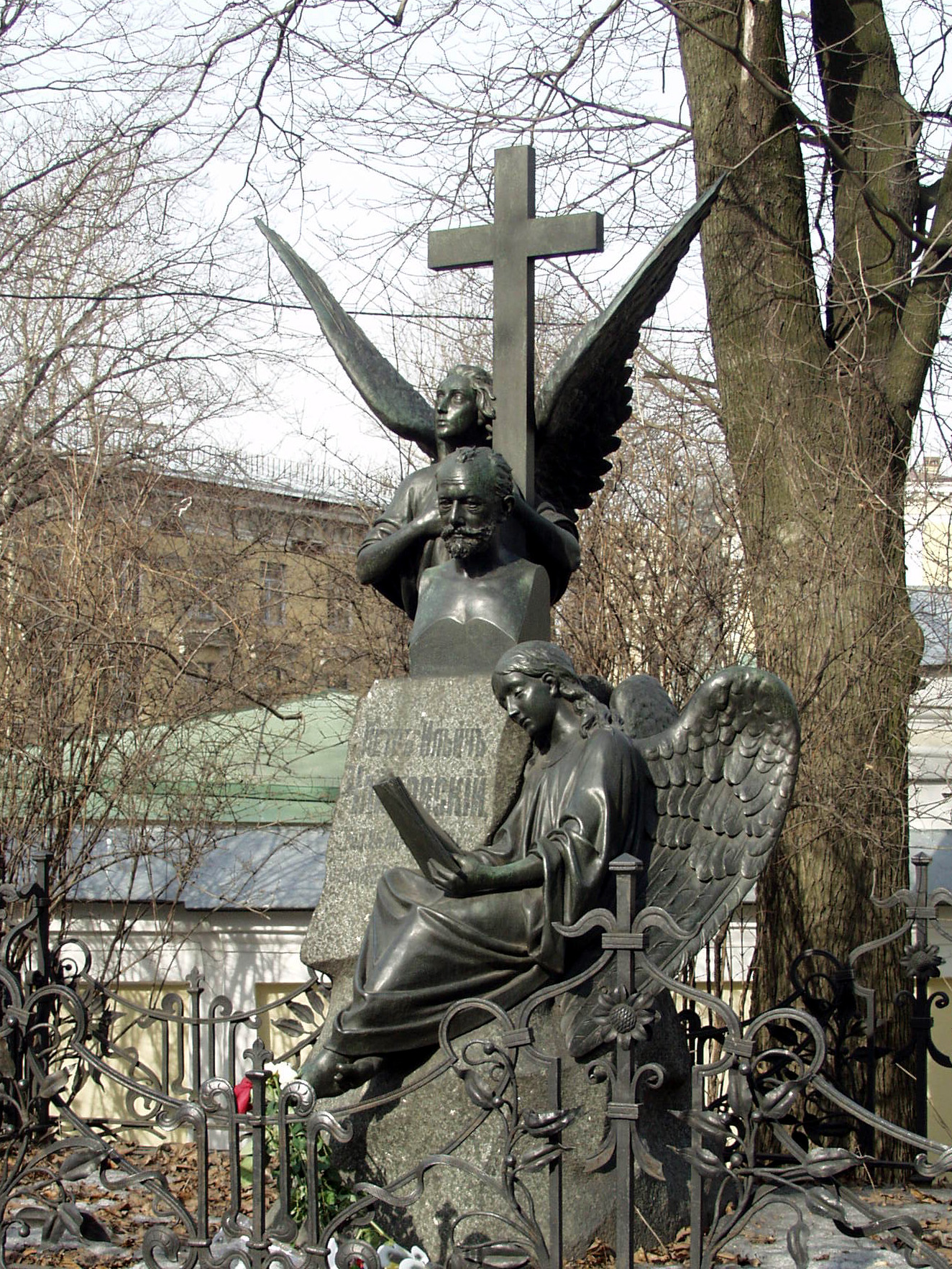
آرامگاه چایکوفسکی

چایکوفسکی در ۶ نوامبر ۱۸۹۳ تنها ۹ روز پس از اولین اجرای سمفونی ششم (پاتتیک) در ۵۳ سالگی در شهر سن پترزبورگ درگذشت. دلیل رسمی مرگ وی ابتلا به وبا که احتمالاً از طریق نوشیدن آب از یک لیوان آلوده منتقل شده بود، اعلام شد.

## آثار

### باله
- باله دریاچه قو
- باله زیبای خفته
- باله فندق شکن

### اپرا
- ویوودا (به روسی: Воевода) سال ۱۸۶۷–۱۸۶۸
- اوندین (به روسی: Ундина) سال ۱۸۹۶ ناتمام
- اپریچنیک (به روسی: Опричник) سال ۱۸۷۰–۱۸۷۲
- یوگنی آنِگین (به روسی: Евгений Онегин) سال ۱۸۷۷–۱۸۷۸
- بی بی پیک (به روسی: Пиковая дама) سال ۱۸۹۰

### اوورتورها
- فرانچسکا داریمینی
- رومئو و ژولیت یکی از آثار برجسته او است که ادامه‌ای از پوئم سمفونی‌ها و اورتورهای توصیفی فرانتس لیست و مندلسون به‌شمار می‌رود با این تفاوت که همانند اوورتور رؤیای نیمه شب تابستان به متن دقیق داستان وابسته نیست. بلکه به صورت یک فانتزی روی درام رومئو و ژولیت تصنیف شده است.
- اوورتور ۱۸۱۲

### کنسرتوها
- کنسرتو ویولن در ر ماژور، اپوس ۳۵
- سه کنسرتو برای پیانو که اولین آن‌ها مشهورترین آن‌ها است.

### سمفونی‌ها
- شش سمفونی که در میان آن‌ها سمفونی شماره شش به نام پاتتیک (Pathetique به معنای حزن‌آور و سوزناک) شهرت فراوانی دارد.

گرچه چایکوفسکی بارها از ویژگی‌های موسیقی محلی در آثارش استفاده کرده است ولی به‌طور کلی سبک مخصوص ملودی‌نویسی او شباهت چندانی به موسیقی محلی روسیه ندارد.
- سمفونی شماره ۱: Op شماره ۱۰، Winter Daydreams - سال ۱۸۶۶
- سمفونی شماره ۲: Op شماره ۱۷، Little Russian - سال ۱۸۷۲
- سمفونی شماره ۳: Op شماره ۲۹، Polish - سال ۱۸۷۵
- سمفونی شماره ۴: Op شماره ۳۶، (۱۸۷۷–۱۸۷۸)
- سمفونی شماره ۵: Op شماره ۶۴، (۱۸۸۸)
- سمفونی شماره ۶: Op شماره ۷۴، Pathétique - سال ۱۸۹۳